# Kanton (Großherzogtum Hessen)
Kantone waren Verwaltungs- (bis 1835) und Gerichtsbezirke in der linksrheinischen Provinz Rheinhessen des Großherzogtums Hessen (Hessen-Darmstadt).

## Vorgeschichte
Das Gebiet der Provinz Rheinhessen war bis 1814 Teil Frankreichs und dessen Départements Donnersberg, das die standardmäßige Gliederung eines französischen Départements aufwies. Aufgrund des Gesetzes vom 28. Pluviôse des Jahres VIII (17. Februar 1800) wurde die innere Struktur der Départements in Arrondissements und Kantone aufgeteilt. Die Größe der Verwaltungseinheiten war relativ einheitlich, Rechtsprechung und Verwaltung auf allen Ebenen getrennt, die entsprechenden Bezirke für Rechtsprechung und Verwaltung räumlich aber deckungsgleich. So war ein Kanton sowohl ein Verwaltungsbezirk als auch der Bezirk eines Friedensgerichts.

## Im Großherzogtum Hessen
1816 übernahm das Großherzogtum Hessen das Gebiet und konstituierte es als Provinz. Die Proklamation zur Besitzergreifung durch Großherzog Ludewig I. enthielt die wichtige Aussage:

„Nur besondere Rücksichten des allgemeinen Besten werden Uns zu Änderungen bestehender und durch Erfahrung erprobter Einrichtungen bewegen […] Das wahrhaft Gute, was Aufklärung und Zeitverhältnisse herbeigeführt, wird ferner bestehen (Hoffmann, S. 21).“

Damit war der dauerhafte Bestand des französischen Rechts- und Verwaltungssystems durch den Großherzog garantiert. Die 12 Kantone der Provinz Rheinhessen blieben als untere Ebene der staatlichen Verwaltung erhalten, die übergeordnete Struktur aber wurde neu organisiert, denn das Département Donnersberg war viel größer gewesen als die Provinz Rheinhessen.
Die beiden folgenden Gebietsreformen in Hessen (1821 und 1832) ließen die Provinz Rheinhessen – und damit die Kantone – zunächst unberührt und betrafen nur die rechtsrheinischen Provinzen des Großherzogtums. Durch die Reform von 1821 wurde nun auch rechtsrheinisch die Trennung der Rechtsprechung von der Verwaltung vollzogen. Die Reform von 1832 legte die 1821 geschaffenen Landratsbezirke zu Kreisen zusammen. Damit war die linksrheinische Einteilung in Kantone aber nun vergleichsweise kleinteilig, so dass das Großherzogtum die Reform von 1832 im Jahr 1835 auch auf Rheinhessen übertrug: Die 12 Kantone der Provinz Rheinhessen wurden hinsichtlich ihrer Funktion als staatliche Verwaltungsbezirke in fünf Kreise zusammengefasst, die Kantone als Einrichtungen der Verwaltung abgeschafft.
Die Kantone in ihrer Funktion als Gerichtsbezirk der Friedensgerichte blieben von dieser Reform unberührt. Erst mit dem Gerichtsverfassungsgesetz von 1877, das Organisation und Bezeichnungen der Gerichte reichsweit vereinheitlichte, wurden die Friedensgerichte – und damit auch die letzte Funktion der Kantone als deren Gerichtsbezirke – zum 1. Oktober 1879 abgeschafft. Funktional ersetzt wurden die Friedensgerichte durch neu eingerichtete Amtsgerichte, deren Bezirke aber nicht in allen Fällen mit denen der ehemaligen Kantone übereinstimmten.

## Übersicht
| Kanton                           | Herkunft                  | Kreis 1835                   | Anmerkung                                                           |
| -------------------------------- | ------------------------- | ---------------------------- | ------------------------------------------------------------------- |
| Kanton Alzey                     | Arrondissement de Mayence | Kreis Alzey                  |                                                                     |
| Kanton Bechtheim Kanton Osthofen | Arrondissement de Mayence | Kreis Worms                  | 1822 umbenannt in „Kanton Osthofen“                                 |
| Kanton Bingen                    | Arrondissement de Mayence | Kreis Bingen                 |                                                                     |
| Kanton Mainz                     | Arrondissement de Mayence | Kreis Mainz Stadtkreis Mainz |                                                                     |
| Kanton Niederolm                 | Arrondissement de Mayence | Kreis Mainz                  | 1852: zusätzlich Budenheim und Mombach aus dem Kanton Oberingelheim |
| Kanton Oberingelheim             | Arrondissement de Mayence | Kreis Bingen                 | 1852: Budenheim und Mombach an den Kreis Mainz                      |
| Kanton Oppenheim                 | Arrondissement de Mayence | Kreis Mainz                  |                                                                     |
| Kanton Pfeddersheim              | Arrondissement Speyer     | Kreis Worms                  |                                                                     |
| Kanton Wöllstein                 | Arrondissement de Mayence | Kreis Bingen                 |                                                                     |
| Kanton Wörrstadt                 | Arrondissement de Mayence | Kreis Alzey                  |                                                                     |
| Kanton Worms                     | Arrondissement Speyer     | Kreis Worms                  |                                                                     |